# Marina Abramović
Marina Abramović (serbisk: Марина Абрамовић, født 30. november 1946 i Beograd) er en serbisk performancekunstner, der nu har base i New York. Hendes arbejder undersøger forholdet mellem kunstneren og publikum, kroppens begrænsninger og sindets muligheder. Med en aktiv karriere på over fire årtier er Marina Abramović blevet beskrevet som "performancekunstens bedstemor". Hun har stået i spidsen for en ny forståelse af identiteten ved at inddrage beskuerne med fokus på at "konfrontere smerte, blod og kroppens fysiske begrænsninger."
Blandt hendes performances kan nævnes et retrospektivt forløb på Museum of Modern Art i New York marts-maj 2012, hvorunder Abramović gennemførte det 736 timer og 30 minutter lange The Artist Is Present, hvor hun sad på en stol, mens publikum på skift sad over for hende, hvorpå de to personer blot så på hinanden i tavshed. Arbejdet med udstillingen blev skildret i portrætfilmen The Artist Is Present (2012).
Abramović har i en periode i 1970’erne og 1980'erne levet og arbejdet sammen med den tyske performancekunstner Ulay (Frank Uwe Laysiepen), og de to har gensidigt inspireret hinanden i deres arbejde.[kilde mangler]
I Danmark har Abramović haft særudstillinger på Louisiana i Humlebæk (2017) og i Den Sorte Diamant i København (2017-2020).